# Mahananda Dasgupta
Pour les articles homonymes, voir Dasgupta.
Mahananda (Nanda) Dasgupta est une physicienne australienne, travaillant à la Heavy Ion Accelerator Facility du Département de physique nucléaire de l'Université nationale australienne, dont les travaux portent sur la fusion et la fission nucléaires par accélérateur.

## Formation et carrière
En 1992, Dasgupta a terminé son doctorat à l'Institut de recherche fondamentale Tata à Bombay, en Inde. Peu de temps après, elle a déménagé en Australie et, en 1998, a reçu une bourse Queen Elizabeth II du Conseil australien de la recherche.
En 2003, elle est devenue la première femme nommée à un poste permanent à la Research School of Physical Sciences and Engineering (en) de l'Université nationale australienne et en 2004, elle a entrepris une tournée de conférences à l'échelle nationale sous le nom de Conférencière "Femmes en Physique" 2004 Australian Institute of Physics (AIP).

## Travaux
Dasgupta a apporté des contributions clés au développement de modèles théoriques pour l'effet tunnel quantique d'objets composites, et a également conçu des équipements expérimentaux efficaces de détection de particules. Ses travaux actuels visent à comprendre les interactions quantiques des noyaux exotiques stables et instables, étayant les opportunités avec les accélérateurs de nouvelle génération. Les travaux de Dasgupta font également progresser la compréhension de la transition du comportement quantique au comportement classique, ce qui est important pour le développement de technologies à l'échelle nanométrique.
Dasgupta a publié plus de 80 articles dans des revues telles que Nature, Physics Letters et Physical Review C.

## Prix et distinctions
En 2006, elle a reçu la prestigieuse médaille Pawsey (en) de l'Académie australienne des sciences, qui récompense les recherches exceptionnelles en physique en Australie menées par un scientifique de moins de 40 ans.
Dasgupta a été élue membre de l'Académie australienne des sciences en 2011, et la même année, elle a reçu la première bourse Georgina Sweet Australian Laureate Fellowship (en)  de l'Académie australienne des sciences. La bourse a financé Dasgupta dans ses efforts pour accroître le profil des femmes dans la science et travailler à l'avancement des chercheurs en début de carrière, ainsi qu'à faciliter les voies de leadership pour les chercheuses senior.
Elle est également actuellement membre du Comité national de physique.
Cette année-là, elle a également représenté les universités du Groupe des huit au sommet des femmes en sciences et en génie au Parlement.
En 2019, Dasgupta a été élue membre de la Société américaine de physique pour « avoir fait progresser la compréhension de la fusion nucléaire grâce à des mesures de précision, en soulignant le rôle des superpositions quantiques et en démontrant la suppression de la fusion pour les noyaux faiblement liés ». Elle est également fellow de l'Australian Institute of Physics (en).